# Petit Bois (Nantes)
Pour les articles homonymes, voir Petit-Bois.
Petit Bois est un micro-quartier de la ville de Nantes, en France, compris dans le quartier Dervallières - Zola.

## Généralités
À des fins statistiques, l'INSEE subdivise les communes de plus de 10 000 habitants en IRIS, constituant des « micro quartiers », composés d'un ensemble d'îlots contigus et homogènes, regroupant 2 000 habitants ou plus. Dans le cas de Nantes, les 11 quartiers sont ainsi subdivisés en 97 micro-quartiers,. Petit Bois est l'un de ces micro-quartiers ; il fait partie du quartier Dervallières - Zola.
Le quartier Petit Bois est limitrophe des micro-quartiers Grillaud-Procé au nord, Canclaux à l'est, Mellinet au sud et Zola à l'ouest. Au nord, il est délimité par les rues Littré, Bouchaud, du Château-de-la-Musse et Rue Lamartine ; à l'est, par la rue Auguste-Rodin, le passage du Petit-Bois et la rue Clémence-Royer ; au sud, par la rue de la Ville-en-Bois et le boulevard Pasteur ; à l'est, par le chemin Guilbaud, les rues Nicolas-Appert et Renan, le chemin des Rivières et l'avenue du Midi.
Le quartier tire son nom de la place du Petit-Bois, une petite place triangulaire plantée d'arbres. C'est un quartier résidentiel de maisons ou d'immeubles de faible hauteur, excentré et à l'écart des grands axes de communication de la ville, entre les places Canclaux, Mellinet et Zola, un peu au sud de la vallée de la Chézine.

## Historique
Le quartier s'est développé autour de l'ancien village de la Musse,. Jusqu'en 1908, il fait partie de la commune de Chantenay-sur-Loire, avant son annexion par Nantes.

## Points d'intérêts
Parmi les points d'intérêts du quartier :